# Editorial Abril
Editorial Abril S.A. fue una editorial argentina. Entre 1947 y 1961 produjo revistas de cómic muy importantes para el desarrollo del medio en el país e importantes revistas de lectura masiva como Siete Días, Panorama, Corsa, Radiolandia 2000, Antena, TV Guía, Claudia, entre otras.

## Trayectoria

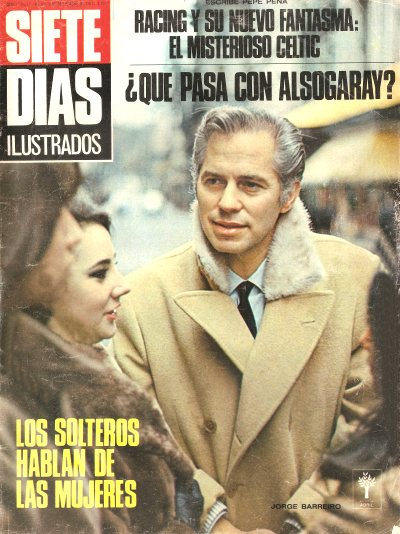
La revista Siete días ilustrados se convirtió en éxito de la Editorial, el primer número apareció el 16 de mayo de 1967 luego de separar cómo suplemento del diario La Razón.

Editorial Abril fue fundada por Alberto Levi, Leone Amati, Manuel Diena, Pablo Terni y César Civita, con la ayuda de Boris Spivacow, a principios de los años 1940. Cesare era hermano de Víctor Civita, quien fundaría en 1950 la Editora Primavera (luego Grupo Abril) en Brasil.
César Civita enfrentó presiones de la Triple A (Alianza Anticomunista Argentina) para despedir empleados de varios niveles que, según la ultraderecha, tenían vínculos con "actividades subversivas", habiendo sido objeto de una embestida a su domicilio en 1976, lo que causó su partida inicialmente a México y después al Brasil, hecho que motivó la clausura de la Editorial Abril a fines de la década de los 1970.
Su primera revista de cómic fue Salgari (1947), donde el personaje Misterix (de la dupla Ongaro-Campani) adquiere tanta popularidad, que en 1948 Cesare decide lanzar su propia revista, al principio conteniendo material de origen italiano para ir paulatinamente añadiendo obras de autores argentinos.
Edita también la revista Idilio, revista juvenil y femenina. 
En 1949 lanza Rayo Rojo y en julio de 1950, Cinemisterio, pero dos años después abandonó el medio.
Además de las publicaciones de Walt Disney (de cuya producción César Civita fue representante en América Latina), Editorial Abril editó revistas de interés general como "Siete Días" (noticias), "Panorama" (interés general), "Parabrisas" (automóvil), "Corsa" (automovilismo), "Radiolandia 2000" (interés general y actualidad), "Antena" (espectáculos), "TV Guía" (espectáculos), "Adán" (para hombres), "Claudia", "Claudia Casa", "Maniquí", "Nocturno" y "Contigo" (para mujeres).

## Publicaciones
| Título       | Año       | Ámbito                 | Nota                          |
| ------------ | --------- | ---------------------- | ----------------------------- |
| Salgari      | 1947-1950 | Historieta             |                               |
| Misterix     | 1948-1962 | Historieta             | Continuada por Editorial Yago |
| Rayo Rojo    | 1949-1962 | Historieta             | Continuada por Editorial Yago |
| Cinemisterio | 1950-     | Historieta, fotonovela |                               |
| Parabrisas   | 1960-1992 | Automóviles            |                               |
| Corsa        | 1966-1992 | Automovilismo          |                               |